# Consolidated Edison

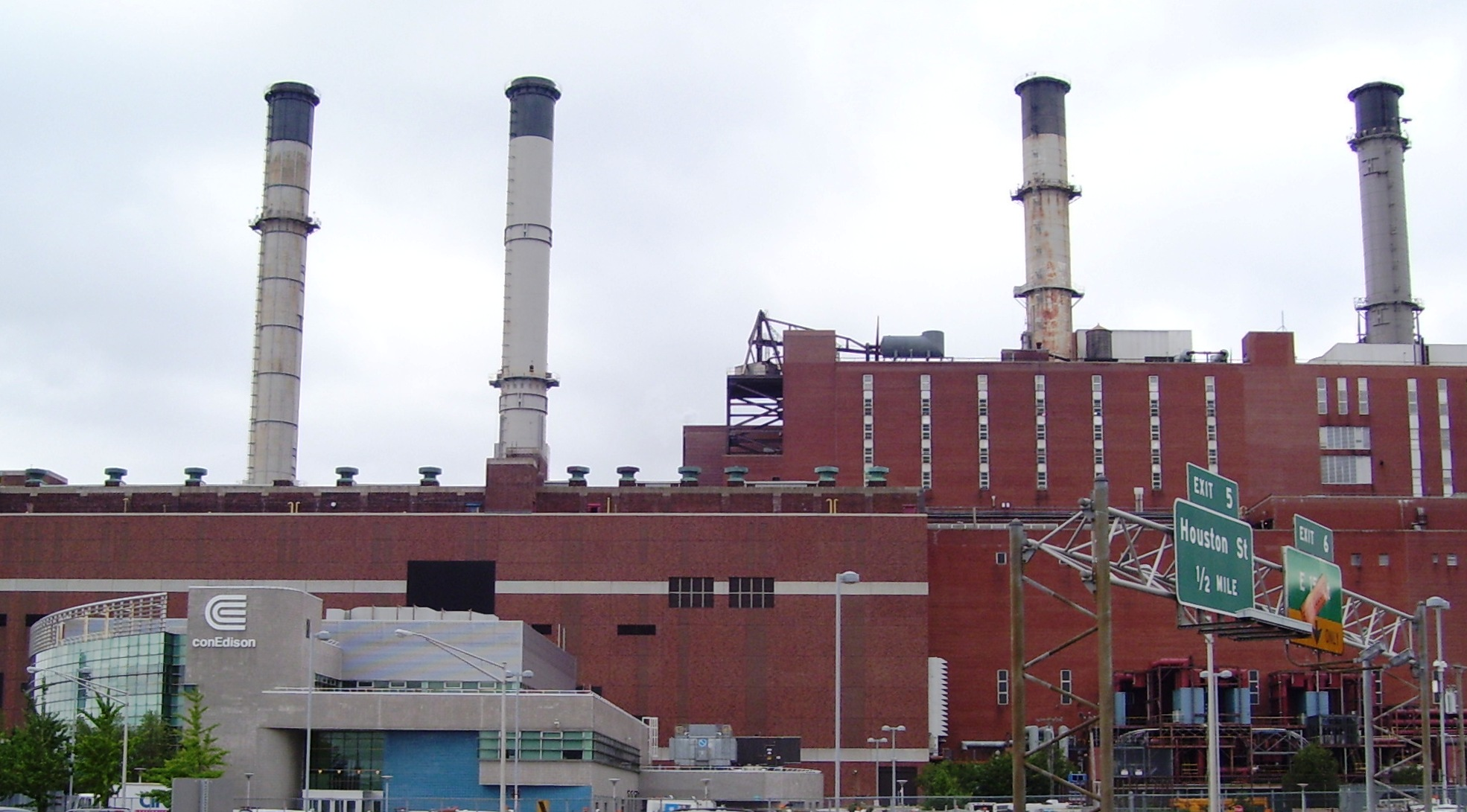
Planta de Con Ed en el Río Este en la Calle 15 de Manhattan, Nueva York. La salida a la Calle 15 desde la FDR Drive anunciado por el letrero de la derecha fue cerrada definitivamente después del 9/11 por motivos de seguridad.

Consolidated Edison, Inc. (NYSE: ED) es una de las empresas de energía más grandes de Estados Unidos, con aproximadamente 14 mil millones de dólares en ingresos anuales y 33 mil millones en activos. La compañía provee un amplio rango de productos y servicios relacionados con energía a sus clientes a través de las siguientes subsidiarias: Consolidated Edison Company of New York, Inc., una empresa regulada de servicios básicos que provee electricidad, gas y calefacción urbana en la Ciudad de Nueva York y al Condado de Westchester, Nueva York; Orange and Rock Utilities, Inc., una empresa regulada de servicios básicos que sirve a clientes de un área de 3.500 kilómetros cuadrados en el sudeste de Nueva York y secciones adyacentes del norte de Nueva Jersey y el noreste de Pennsylvania; Con Edison Solutions, una empresa de servicios y retail de artículos eléctricos; Con Edison Energy, una empresa de venta de energía; y Con Edison Development, una empresa que posee y opera plantas de energía y participa en otros proyectos de infraestructura.
Con Edison produce más de 13.600 toneladas de vapor cada año a través de sus siete plantas de energía que hierven agua a 538 °C antes de distribuirla a cientos de edificios mediante el sistema de calefacción urbana de la Ciudad de Nueva York, el cual es el mayor sistema de calefacción urbana del mundo.

## Historia
En 1823, la entidad corporativa más antigua de Con Edison, la New York Gas Light Company, fue fundada por un consorcio de inversionistas de Nueva York. En 1824 New York Gas Light fue enlistada en la Bolsa de Valores de Nueva York y actualmente posee el récord de ser la empresa más antigua listada en el NYSE.
En 1884, seis compañías de gas se fusionaron para formar la Consolidated Gas Company. New York Steam Company inició sus servicios en el bajo Manhattan en 1882. Actualmente, Con Edison opera el mayor sistema de calefacción comercial en el mundo, otorgando servicios de calefacción a cerca de 1.600 establecimientos comerciales y residenciales en Manhattan.
El negocio eléctrico de Con Edison data de 1882, cuando la Edison Electric Illuminating Company, creada por Thomas Alva Edison, comenzó a entregar electricidad a 59 clientes en un área de 2,5 kilómetros cuadrados en el bajo Manhattan. En los años siguientes habría más de 30 empresas generando y distribuyendo electricidad en la Ciudad de Nueva York y el Condado de Westchester. Hacia 1920 quedaban unas pocas empresas eléctricas funcionando y la New York Edison Company (entonces parte de Consolidated Gas) era claramente la líder.
En 1936, cuando las ventas de electricidad sobrepasaban a las ventas de gas, la empresa cambió su nombre a Consolidated Edison Company of New York, Inc. Los años siguientes trajeron más cambios dado que Consolidated Edison adquirió o se fusionó con más de una docena de compañías entre 1936 y 1960. Actualmente, Con Edison es el resultado de adquisiciones, disoluciones y fusiones de más de 170 empresas individuales de electricidad, gas y vapor.
El 1 de enero de 1998 y tras la desregulación de la industria de los servicios básicos en el estado de Nueva York, se creó el holding Consolidated Edison Inc. Es una de las empresas de energía más grande del país, con aproximadamente 14 mil millones de dólares en ingresos y 33 mil millones en activos. Actualmente provee servicios de electricidad, gas y calefacción a vapor a más de 3 millones de clientes, con un población estimada de 9 millones de habitantes en las áreas donde tiene presencia.

## Sistemas de transmisión

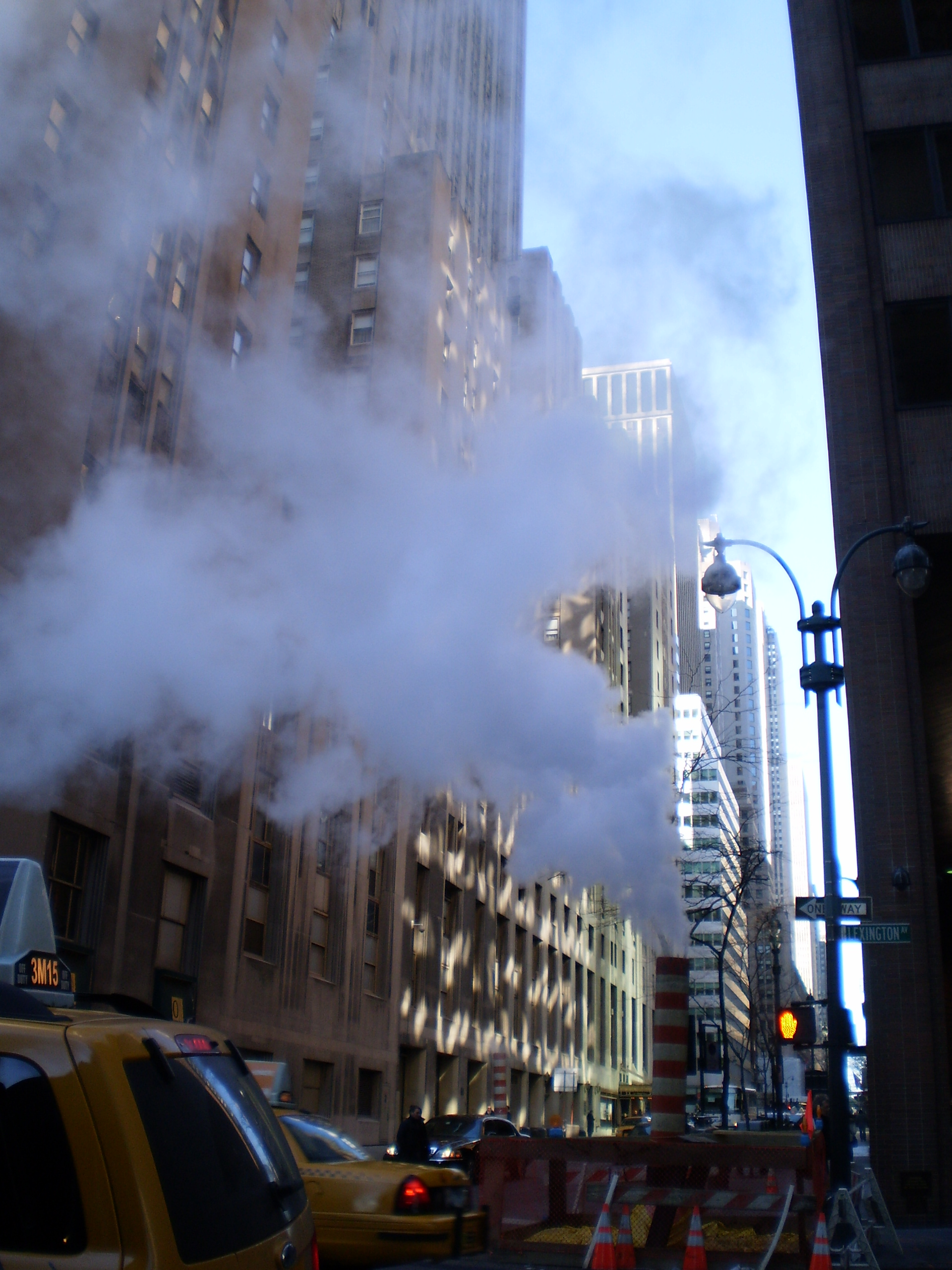
Al igual que la electricidad y el gas, Con Ed suministra vapor a la Ciudad de Nueva York.

### Electricidad
El sistema de transmisión eléctrica de Con Edison utiliza voltajes de 138.000 voltios, 345.000 y 500.000 voltios. La empresa tiene dos interconexiones de 345kV con el norte del estado de Nueva York que le permiten importar energía de Hydro-Québec en Canadá y una interconexión de 345 kV cada una con Public Service Electric and Gas en Nueva Jersey y LIPA en Long Island. Los voltajes de distribución de Con Edison son de 33.000, 27.000 y 13.800 voltios.
Los 150.000 km de cables subterráneos del sistema de Con Edison podría enrollar a la Tierra 3,6 veces. Cerca de 58.000 km de cables eléctricos en superficie complementan el sistema de cables subterráneos, lo suficiente para cubrir la distancia entre Nueva York y Los Ángeles 13 veces.

### Gas
El sistema de gas de Con Edison cuenta con cerca de 11.600 km de tuberías, las cuales puestas de manera lineal cubrirían la distancia entre Nueva York y París de ida y vuelta. El volumen promedio de gas que viaja a través del sistema de gas de Con Edison año podría llenar el Empire State Building casi 6.100 veces.

### Vapor
Con Edison produce 30 millones de libras de vapor cada año a través de sus siete plantas de energía que hierven el agua a 1.000 °F (538 °C) antes de bombearlo a cientos de edificios mediante el sistema de vapor de la Ciudad de Nueva York, que es el sistema de calefacción urbana más grande en el mundo. El vapor que viaja a través del sistema se utiliza para calentar y enfriar algunos de los lugares más famosos de Nueva York, incluyendo el complejo de las Naciones Unidas, el edificio Empire State y el Museo Metropolitano de Arte.

## Sede

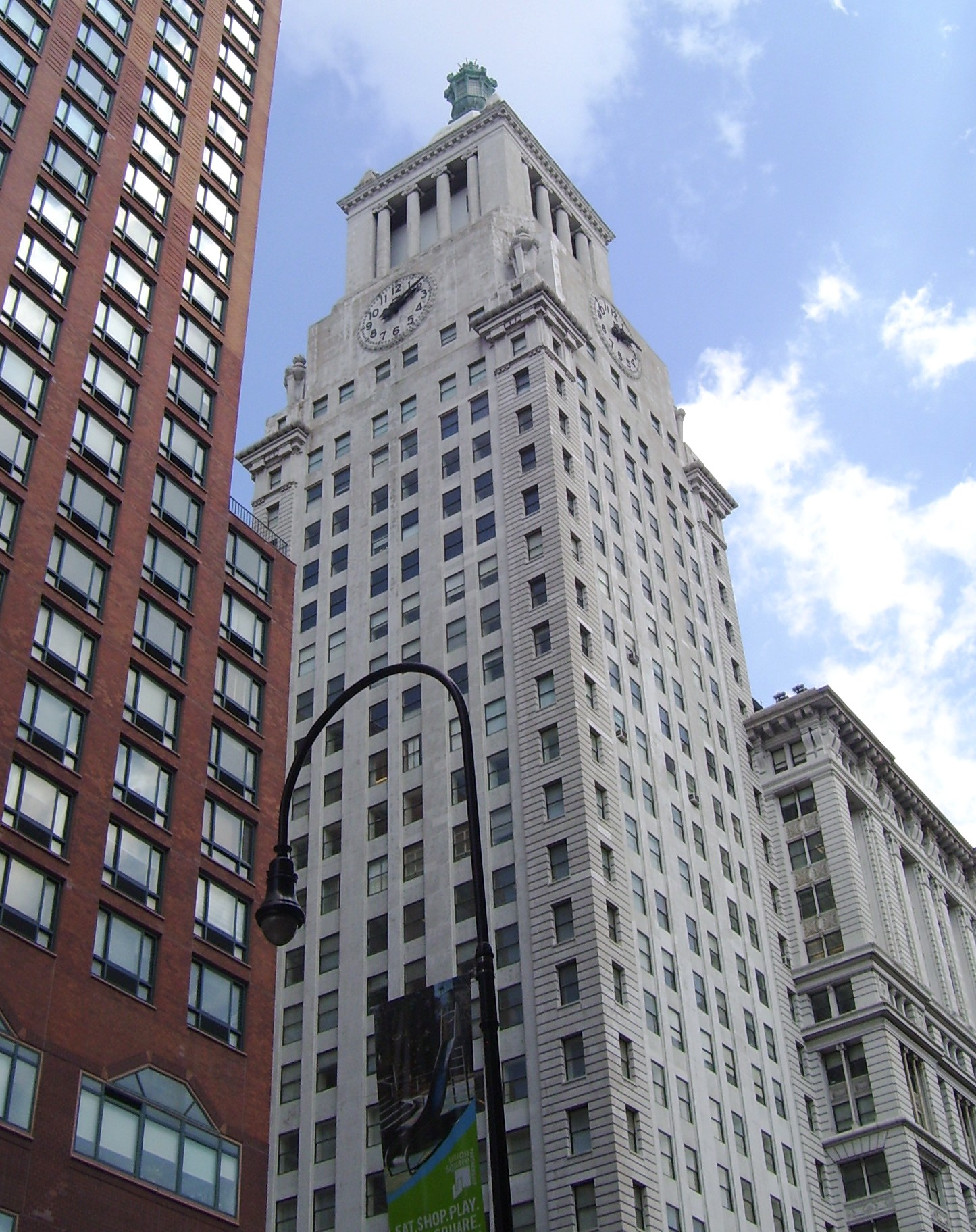
La torre de la sede de la empresa, el edificio Consolidated Edison Company en Irving Place y la calle 14 en Manhattan, con su distintivo reloj, como se ve desde la calle 14.

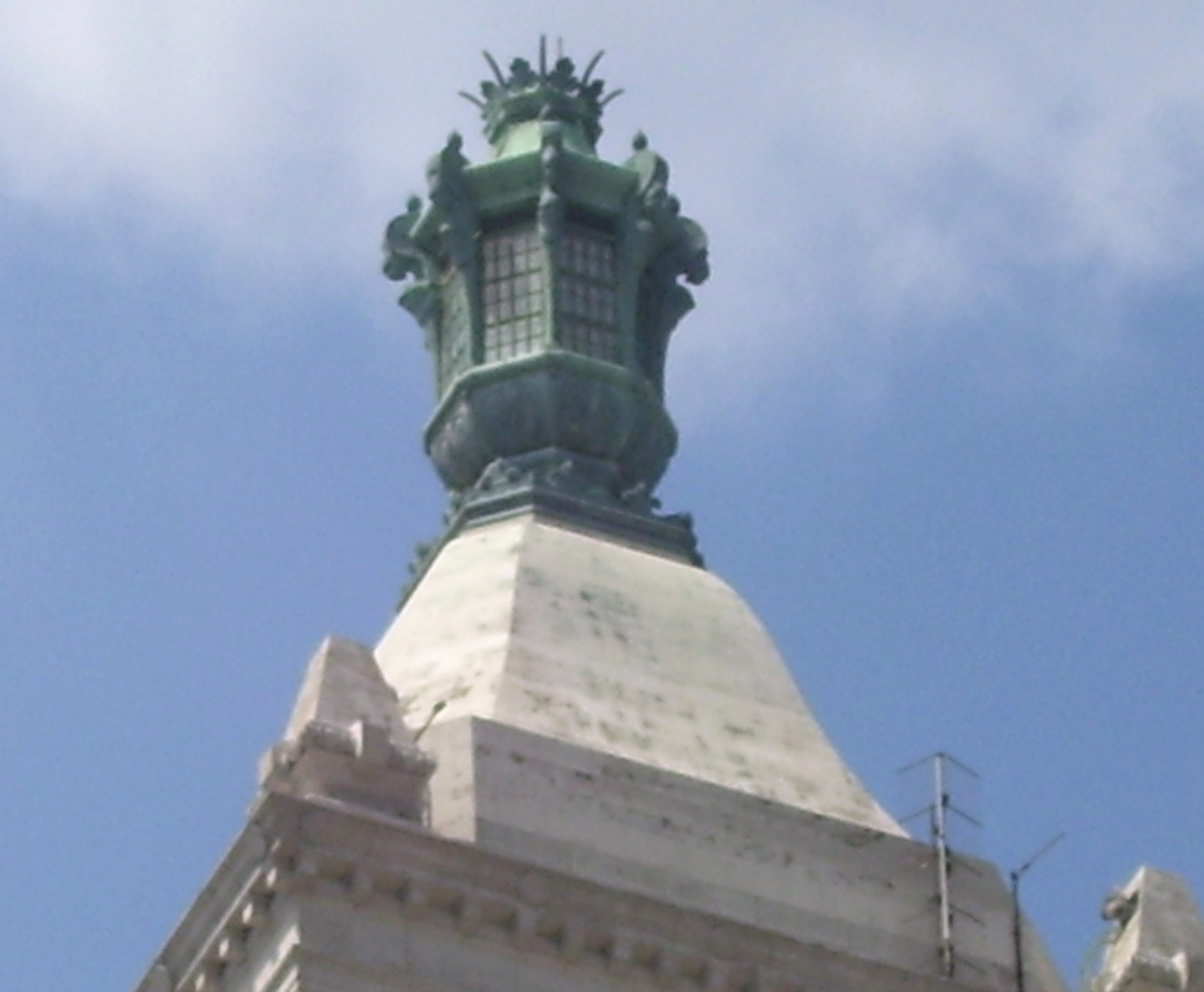
La "Torre de Luz" en la parte superior de la torre del edificio, vista desde la Tercera Avenida.

El edificio Consolidated Edison Company, diseñado por Henry J. Hardenbergh para Consolidated Gas Company, fue construido entre 1910 y 1914. La torre de 16 pisos de Warren & Wetmore, coronada por una "Torre de Luz" diseñada para parecerse a un templo en miniatura y coronada por una linterna de bronce que se ilumina por la noche, fue añadida entre 1926 y 1929. El edificio de 4 Irving Place, ocupa toda la manzana entre las calles East 14th y 15th e Irving Place y la Tercera Avenida y fue construido originalmente para Consolidated Gas Company, a pesar de que sus compañías predecesoras, como Manhattan Gas Light Company, se encontraban en la misma dirección ya en 1854. El nuevo edificio suplantó a la Academia de Música, la tercera casa de ópera de Nueva York, así como el edificio original de Tammany Hall.

## Principales accidentes
- 1989: Una explosión en una cañería de vapor en Gramercy Park mató a tres personas, hirió a 24 y requirió la evacuación del edificio de departamentos dañado debido a los altos niveles de asbesto en el aire. Los trabajadores habían fallado al drenar agua desde la cañería antes de encender la calefacción. La empresa se declaró culpable de mentir luego de señalar la ausencia de contaminación con asbestos, y pagó una multa de 2 millones de dólares.[7]
- 2004: En Manhattan, una descarga eléctrica mató a una mujer que paseaba a su perro en el East Village cuando pisó sobre una placa de metal que se encontraba electrificada.[8]
- 2007: El 18 de julio ocurrió una explosión en el centro de Manhattan, cerca de la Grand Central Terminal, cuando una cañería de vapor de Con Edison de 83 años falló, resultando en una muerte y más de 40 heridos, así como en interrupciones del tránsito vehicular y de los servicios del metro.[9]
- 2007: El día antes de Acción de Gracias, una explosión quemó de manera crítica al residente de Queens Kunta Oza, cuando una cañería de gas de 80 años de antigüedad se rompió. Oza murió el Día de Acción de Gracias, y su familia posteriormente demandó a Con Edison por 3,75 millones de dólares.[10]
- 2014: El 12 de marzo dos apartamentos explotaron en Harlem del Este, después de reportar una fuga de gas a la compañía. La explosión mató a ocho personas.[11][12]

## Otros datos
Un antiguo edificio de Consolidated Edison en la Calle 48 de Manhattan fue convertido primero en estudio para el concurso televisivo Let's Make a Deal, y posteriormente en un estudio de grabación denominado "The Power Station", debido a su pasado como edificio de una empresa eléctrica. En 1996, el estudio fue renombrado como Avatar Studios.
En 2005, los ingresos por venta de electricidad representaban el 64,9% de las ventas totales (68,2% en 2004); la venta de gas un 15,9% (15,4%); los ingresos por la venta de servicios no básicos un 13,6% (10,8%); y los ingresos por calefacción un 5,5% (5,6%).

## Principales ejecutivos
- Kevin Burke, Presidente de la Junta Directiva
- Craig S. Ivey, Presidente
- Robert Hoglund, Vicepresidente
- Carole Sobin, Secretaria
- Robert Muccilo, Vicepresidente, controlador y contador jefe
- Scott L. Sanders, Vicepresidente y tesorero